# Eiland Van Brienenoord
Het eiland Van Brienenoord is een Nederlands eiland in een buitenbocht van de Nieuwe Maas bij Oud-IJsselmonde. Het eiland is aan het begin van de 19e eeuw door verslibbing van een zandplaat ontstaan en is 21 hectare groot. Het dankt zijn naam aan baron Van Brienen van de Groote Lindt, die het eiland in 1847 kocht. Tevens verwierf Van Brienen het recht op diepvisserij op steur en zalm tussen Bolnes en de Leuvehaven. Destijds had het tegenover IJsselmonde gelegen Kralingseveer de grootste zalmafslag van Nederland. In 1880 alleen al werden er 100.000 zalmen gevangen.
In 1904 werd het Eiland van Brienenoord Rotterdams grondgebied. In de jaren dertig kwamen hier de clubhuizen Arend en Zeemeeuw voor de jeugd van Rotterdam-Zuid. Het eiland was tot de Tweede Wereldoorlog bebost. De Duitse bezetter rooide dit bos echter om de boomstammen te gebruiken als 'asperges' (in de grond geplaatste palen tegen het landen van vliegtuigen). De restanten van het bos verdwenen in de hongerwinter in Rotterdamse kachels. Sinds 1943 zijn er volkstuinen op het eiland. Op het westelijk deel van het eiland zijn in de jaren zestig de tunnelelementen voor de riviertunnel van de Rotterdamse metro gebouwd. Het speciaal gebouwde dok ligt er nog. Op de oostpunt van het eiland staan sinds 1965 drie pijlers van de Van Brienenoordbrug. In 1990 werd de brug naar het westen toe verbreed.
Na 1945 werd er op het eiland en in de omgeving naar aardolie geboord, (wat aan de Stadionweg zelfs een heuse spuiter veroorzaakte). De met jaknikkers opgepompte olie werd opgeslagen in tanks op de oostelijke punt en daarvandaan vervoerd naar de raffinaderijen in Pernis.
Sinds juni 2000 grazen er Schotse Hooglanders op het eiland ter bevordering van een natuurlijke landschapsontwikkeling. Dit was een gemeenschappelijk project van de gemeente en het Wereld Natuur Fonds Nederland. Sinds 2003 wordt het Eiland van Brienenoord beheerd door het Zuid-Hollands Landschap. Sinds 1999 bestaan er plannen voor een conferentieoord met een hotel van 70 meter hoog op de westpunt (met een parkeergarage in het voormalige bouwdok), maar een besluit hierover is wegens grote weerstand onder de bevolking van met name IJsselmonde al diverse malen uitgesteld.
Elk voorjaar, van februari tot april, is het zeventien hectare grote eiland in de ban van de paddentrek. Als forensen in de spits trekken de amfibieën massaal naar de westpunt van het eiland. Daar is jaren geleden een poel aangelegd. De voortplantingstijd is voor de gewone pad het enige moment in het jaar dat hij zich in het water waagt. 
Sinds 2011 is het eiland ook een podium voor theater. Elk jaar komen zo'n 2000 kinderen op bezoek bij het natuurbelevingstheater van Stichting 'n Bries. 
In februari 2020 is een begin gemaakt met de vernieuwingen van het Eiland van Brienenoord. Het doel van de vernieuwingen is het vergroten van de natuurbeleving op het eiland. Het eiland gaat deel uitmaken van het Rondje Stadionpark, een recreatieve route van vijf kilometer op Rotterdam-Zuid. Twee bruggen die toegang geven tot het eiland maken het rondje mogelijk. Verder komt er aan de west- en oostkant van het eiland meer getijdennatuur. De werkzaamheden moeten zomer 2021 afgerond zijn.
De gemeente Rotterdam heeft besloten het gebied, dat sinds 2003 in beheer is van Het Zuid-Hollands Landschap, na de afronding van de werkzaamheden, zelf te gaan beheren. Hiermee is een einde gekomen aan de 18 jaar durende samenwerking met het Zuid-Hollands Landschap.

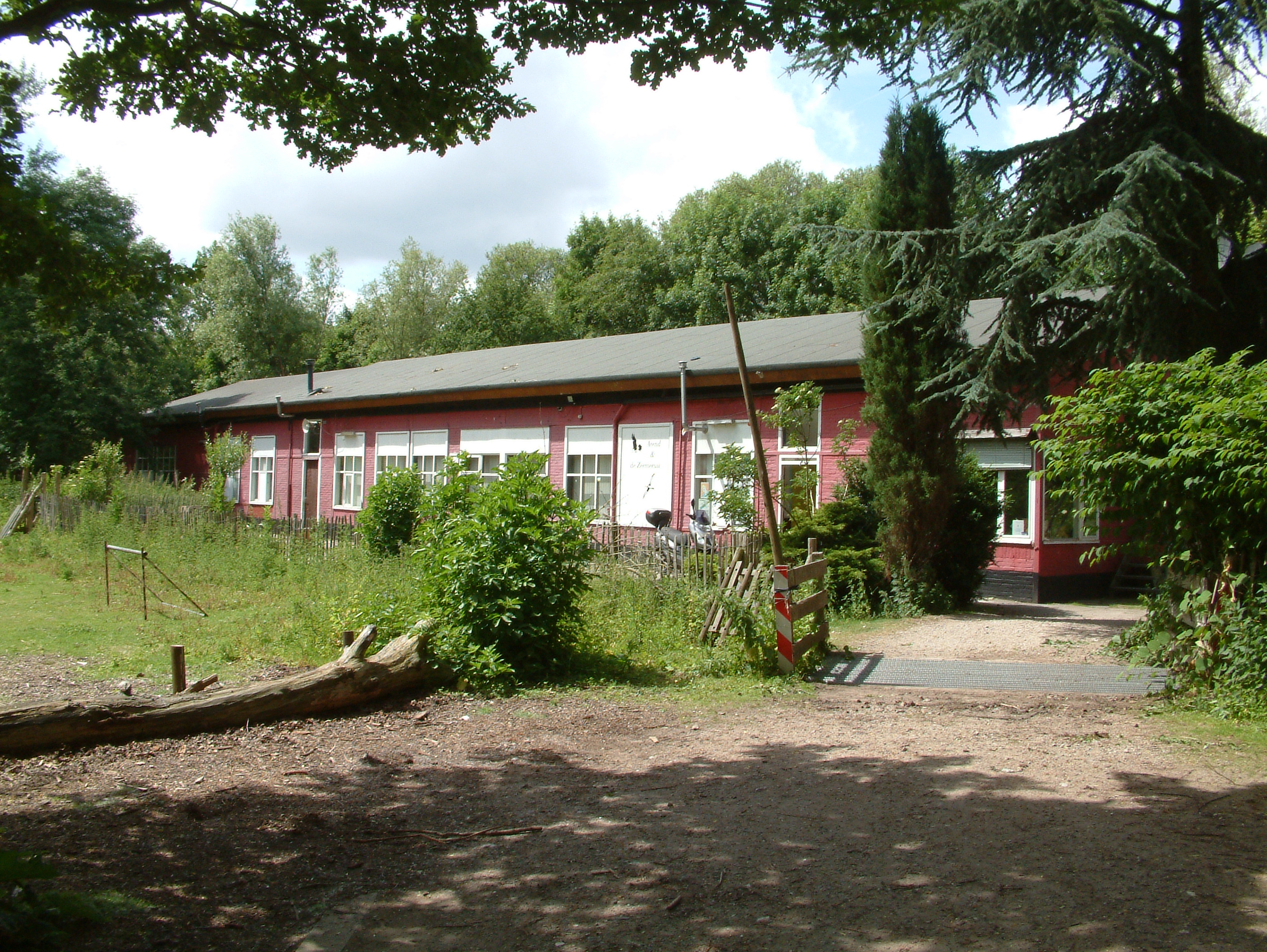
Het clubhuis van de Arend en de Zeemeeuw
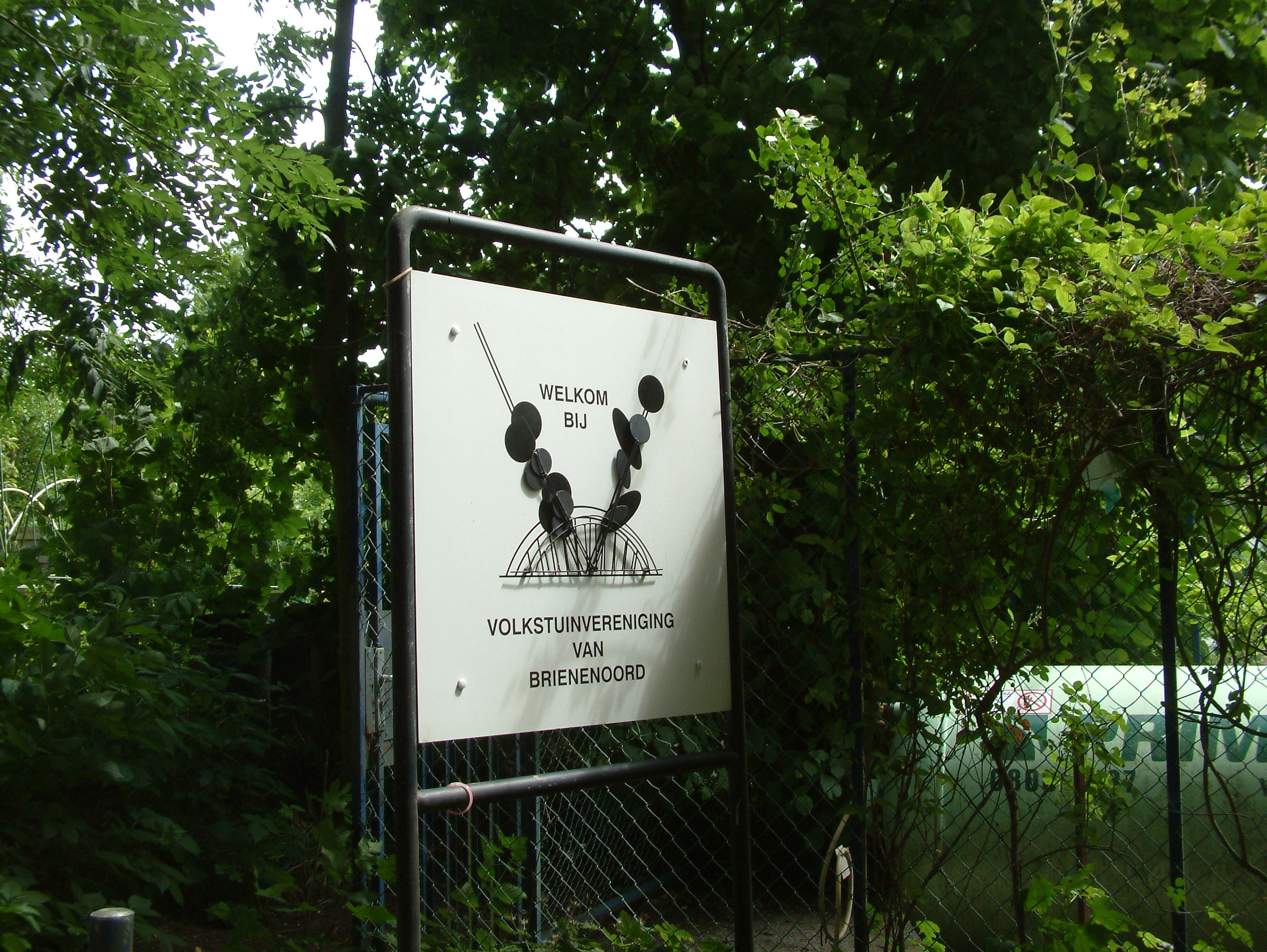
Volkstuinvereniging Van Brienenoord